# Lindeberget

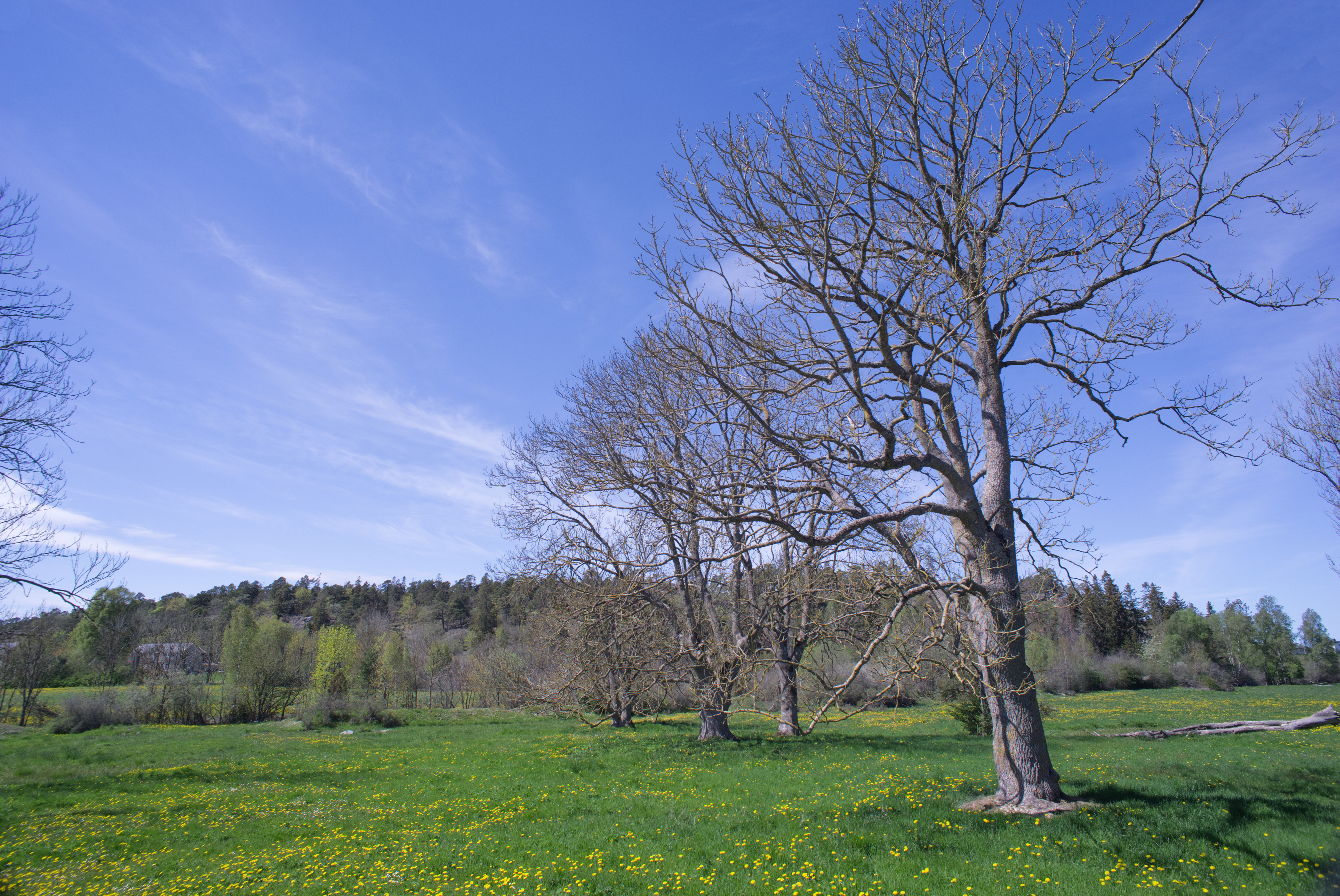

Lindeberget är ett naturreservat i Linde socken i Region Gotland på Gotland.
Området är naturskyddat sedan 2019 och är 82,4 hektar stort. Reservatet består av en inlandsklint.

## Källor

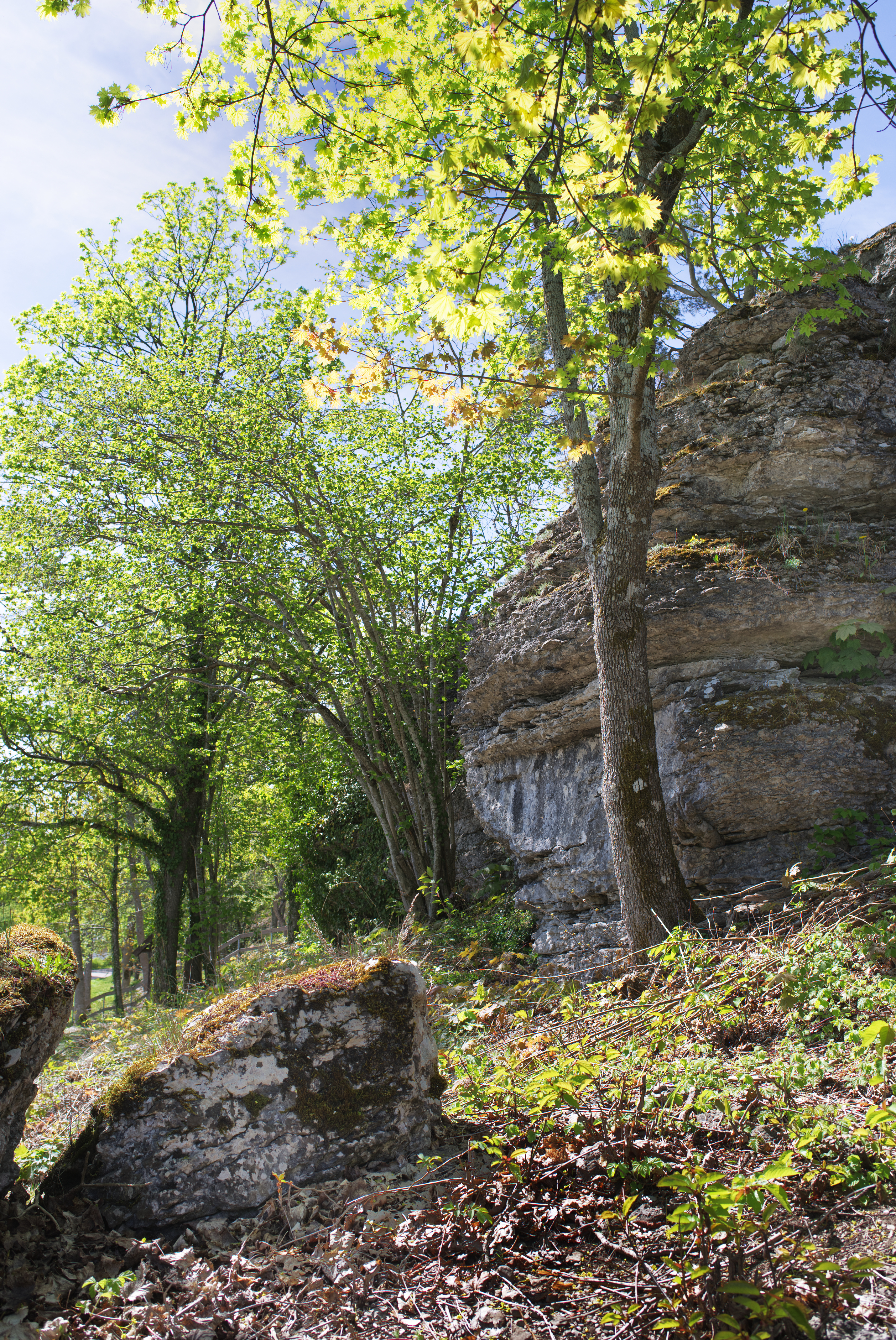